# Muhammad at-Tabarí
Abú Dža’far Muḥammad ibn Džarír al-Tabarí, persky محمد بن جریر طبری, arabsky محمد بن جرير بن يزيد الطبري (839, Amol – 923, Bagdád) byl perský muslimský historik a právník. Napsal rozsáhlé Dějiny panovníků a králů (Taʾrīkh al-Rusūl wa al-Mulūk) a také ceněný komentář ke Koránu Tafsir al-Tabari. Narodil se na území dnešního Íránu. Významně přispěl ke konsolidaci sunnitského islámu v 9. století. Pokusil se vytvořit vlastní právní školu zvanou džarírí, která však přežila jen krátce jeho smrt.